# Raad van de Natie
De Raad van de Natie (Arabisch: مجـلس الأمّـــة, Majlis al'Umma; Berbers: Asqamu n Lumma; Frans: Conseil de la nation) is het hogerhuis van het parlement van Algerije en bestaat uit 144 leden waarvan er 96 indirect worden gekozen en 48 worden benoemd door de president van de republiek. Iedere drie jaar worden er verkiezingen gehouden voor de helft van de zetels. Een vol zittingstermijn bedraagt zes jaar.
De Raad van de Naties werd in 1997 opgericht, voor die tijd kende Algerije een eenkamerparlement. De grootste fractie in de Raad van de Natie wordt gevormd door het Front de libération nationale (FLN). Voorzitter van het hogerhuis is thans Salah Goudjil (FLN) die in 2019 in die functie werd gekozen.
Het lagerhuis van het parlement van Algerije is de Nationale Volksvergadering (al-Majlis al-Sha'abi al-Watani/ Assemblée populaire nationale).

## Zetelverdeling

De huidige compositie van de Raad van Naties (2020)

Regering (136)
Oppositie (4)
Overigen (4)